# جورج شميت (لاعب كرة قدم أمريكية)
جورج شميت (بالإنجليزية: George Schmitt)‏ هو لاعب كرة قدم أمريكية أمريكي، ولد في 6 مارس 1961 في برين مار ‏ في الولايات المتحدة.

## وصلات خارجية
- جورج شميت على موقع مرجع كرة القدم المحترفة.كوم (الإنجليزية)